# Hans Denk

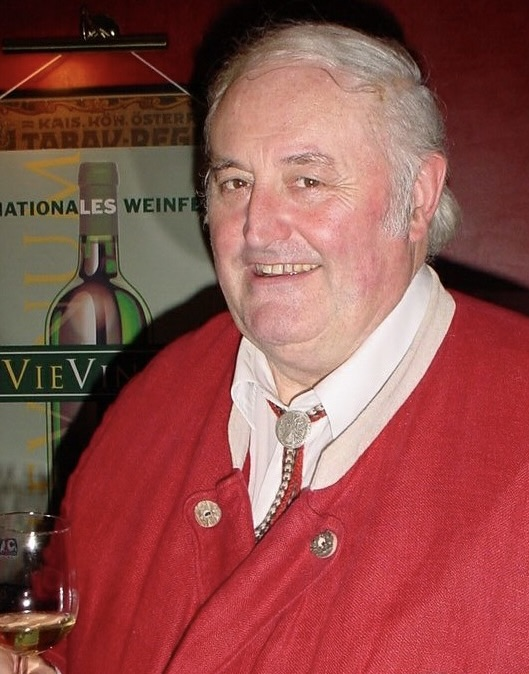
Hans Denk im Juni 2002 als Kommentator bei einer Weinpräsentation in Wien

Johann „Hans“ Denk (* 15. Mai 1942 in Zwettl; † 21. April 2019 in St. Pölten) war ein als „Weinpfarrer“ bekannter österreichischer römisch-katholischer Priester. Er konzipierte in Kooperation mit der Waldviertler Glashütte Zalto die Weinglasserie Zalto Denk’Art.

## Leben und Wirken
Hans Denk wuchs als Sohn eines Landwirts in Niedergrünbach auf. Nach Ablegung der Matura am Stiftsgymnasium Melk studierte er am Priesterseminar St. Pölten Theologie und wurde am 29. Juni 1965 zum Priester geweiht. Es folgten Stationen als Kaplan in Kirchberg, Spitz, Pottenbrunn, Gars am Kamp und Groß-Siegharts. 1979 wurde er Provisor und 1980 Pfarrer in Albrechtsberg, wo er bis zum Antritt seines Ruhestands im Jahr 2014 tätig war.
Überregional wurde Hans Denk als Weinexperte bekannt. Seinen Ruf als „Weinpfarrer“ erwarb er sich dank seiner extrem feinen Sensorik: Bei „gedeckten“ Verkostungen (ohne sichtbares Etikett) erzielte er eine verblüffend hohe Trefferquote. Besonders hinsichtlich der Wachauer Weine erkannte er bei solchen Degustationen oftmals nicht nur Rebsorte, Jahrgang und Winzer, sondern auch die Lage. Wegen seines umfänglichen Weinwissens und seines sensorischen Talents war Denk ein gefragter Kommentator bei Weinverkostungen und Veranstaltungen zum Thema Wein. Unter anderem trat er im Juni 2002 gemeinsam mit dem österreichischen Topwinzer Alois Kracher bei der internationalen Weinmesse VieVinum in der Wiener Hofburg als Moderator bei der Fachveranstaltung „Vom Bordeaux zum Barolo bis zur Neuen Welt“ auf. Als charismatischer Unterhalter absolvierte er auch zahlreiche Radio- und Fernsehauftritte. Unter anderem war er Kommentator in der ORF-Unterhaltungsserie Willkommen Österreich. In dem 2006 von Helmut A. Gansterer herausgegebenen Buch „Wein und Brot“ wirkte Hans Denk als Weinautor mit. Legendär sind die von ihm veranstalteten Weinwallfahrten, bei denen jeweils auch renommierte österreichische Winzer und sonstige Weinpersönlichkeiten teilnahmen. In Winzerkreisen genoss Denk hohes Ansehen.
Zu seinen Hobbys während seiner Zeit als Pfarrer in Albrechtsberg zählte Motorradfahren. Er trat auch als Musiker hervor und kooperierte im Rahmen seiner Gottesdienste mit anderen Musikern. Oft griff er zur Trompete, manchmal spontan, manchmal als Mitglied einer Band. 20 Jahre lang hatte er bei der Kremser „New Orleans Dixielandband“ als Trompeter mitgewirkt. Darüber hinaus war er in Albrechtsberg bisweilen als Alleinunterhalter mit dem Akkordeon aktiv. Der Musiker und Weinexperte Hans Denk stellte auch Vergleiche zwischen Weinen und Musik an. So merkte er zum österreichischen 1985er Weinjahrgang an: „1985 ist so ein typischer Jahrgang: die Witterung war eher kühl und brachte trotzdem sehr feingliedrige Weine hervor (...). Am ehesten können sie mit einem Choral verglichen werden. Jener Musik der Kirche, die auf ein klangmäßiges Minimum reduziert ist wie keine andere (keine Akkorde, kein Rhythmus, nur eine zarte, ätherisch-schwebende, melodische Kantilene), und die trotzdem vielfältige und tief greifende Informationen vermittelt.“ Pointiert hatte er in diesem Sinne auch das Vokabular der Weinsprache erweitert: Wenn ein Wein „singt“, so bedeutete dies nach Denk’scher Diktion, dass es sich um einen „großen Wein“, mithin um ein absolutes Spitzengewächs, handelt.
Nach einem Sturz war Denk auf den Rollstuhl angewiesen. Die letzten Jahre seines Lebens verbrachte er im Pflegeheim Haus St. Elisabeth am Stadtrand von St. Pölten. Er starb am Ostersonntag, den 21. April 2019 nach kurzer schwerer Krankheit. Seine Grabstätte befindet sich auf dem Friedhof in Albrechtsberg.

## Entwicklung und Erfolg der Zalto-Denk’Art-Weingläser

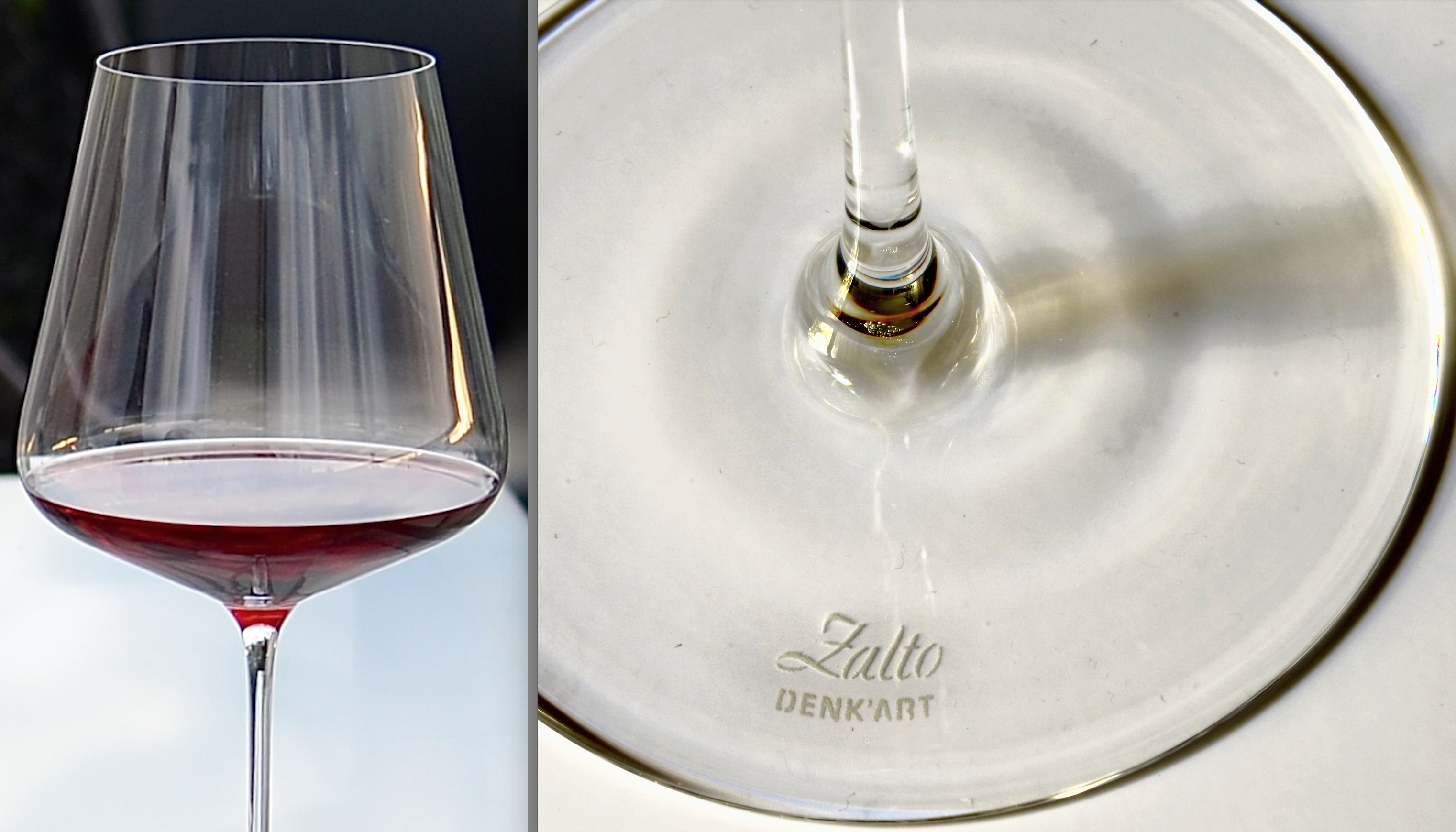
Zalto Denk’Art: Kelch des Bordeaux-Glases und Bodenscheibe mit Aufschrift

Im Jahr 2001 startete Hans Denk ein Projekt mit der Waldviertler Glashütte Zalto zur Entwicklung einer sensorisch optimalen Weinglasserie. 2004 kamen die im Rahmen dieser Kooperation konzipierten Zalto-Denk’Art-Gläser auf den Markt. Die sechsteilige Weinglasserie weist in Form und Haptik besondere Merkmale auf. Die Krümmung zwischen Stiel und breitester Stelle entspricht dem Neigungswinkel des Planeten Erde auf seiner Umlaufbahn um die Sonne. Die mundgeblasenen und handgefertigten Zalto-Denk’Art-Weingläser sind besonders leicht und dünnwandig. Nach dem Tod von Hans Denk entstand bezüglich der Frage, welchen Anteil der Weinpfarrer und die Glashütte Zalto an dieser Weinglasinnovation hatten, zwischen dem früheren Inhaber der Firma Zalto und den nachfolgenden Eigentümern eine mit großer Emotion ausgetragene Meinungsverschiedenheit.
Internationale Weinexperten wie der einflussreiche US-amerikanische Weinkritiker Robert Parker, die britische Weinkritikerin Jancis Robinson, der Weinkritiker der New York Times Eric Asimov, der britische Weinexperte Andrew Jefford, der bekannte Hamburger Master Sommelier und Weinhändler Hendrik Thoma und der deutsche Weinjournalist sowie Buchautor zum Thema Wein Jens Priewe loben die von Hans Denk konzipierte Weinglasserie in höchsten Tönen. Bei Tests im Vergleich mit Produkten anderer renommierter Glashütten erzielten Zalto-Denk’Art-Weingläser immer wieder hervorragende Resultate. Bereits in den ersten zehn Jahren seit ihrer Entwicklung hat sich der Ruf der nach Hans Denk benannten Gläser über die ganze Welt verbreitet. In exklusiven Restaurants wie dem Steirereck in Wien, The Ledbury in London, Astrance in Paris, Park Hyatt in Tokio oder Le Bernadin in New York wird Wein nur aus diesen Gläsern ausgeschenkt. Auch viele prominente Weingüter in Europa und Amerika lassen Kunden und Gäste ihre Weine aus Zalto-Denk’Art-Weingläsern verkosten.

## Auszeichnungen und Ehrungen
- 1997: Bacchuspreis[18]
- 1999: Ehrenbürger von Albrechtsberg[1][19]
- 2000: Wachauer Rieslingorden[20]
- 2000: Tourismuspreis Niederösterreich
- 2002: Steinfederpreis
- 2002: Goldenes Ehrenzeichen für Verdienste um das Bundesland Niederösterreich[21]
- 2015: Denkmal für Weinpfarrer Hans Denk in Albrechtsberg[22]

## Literatur

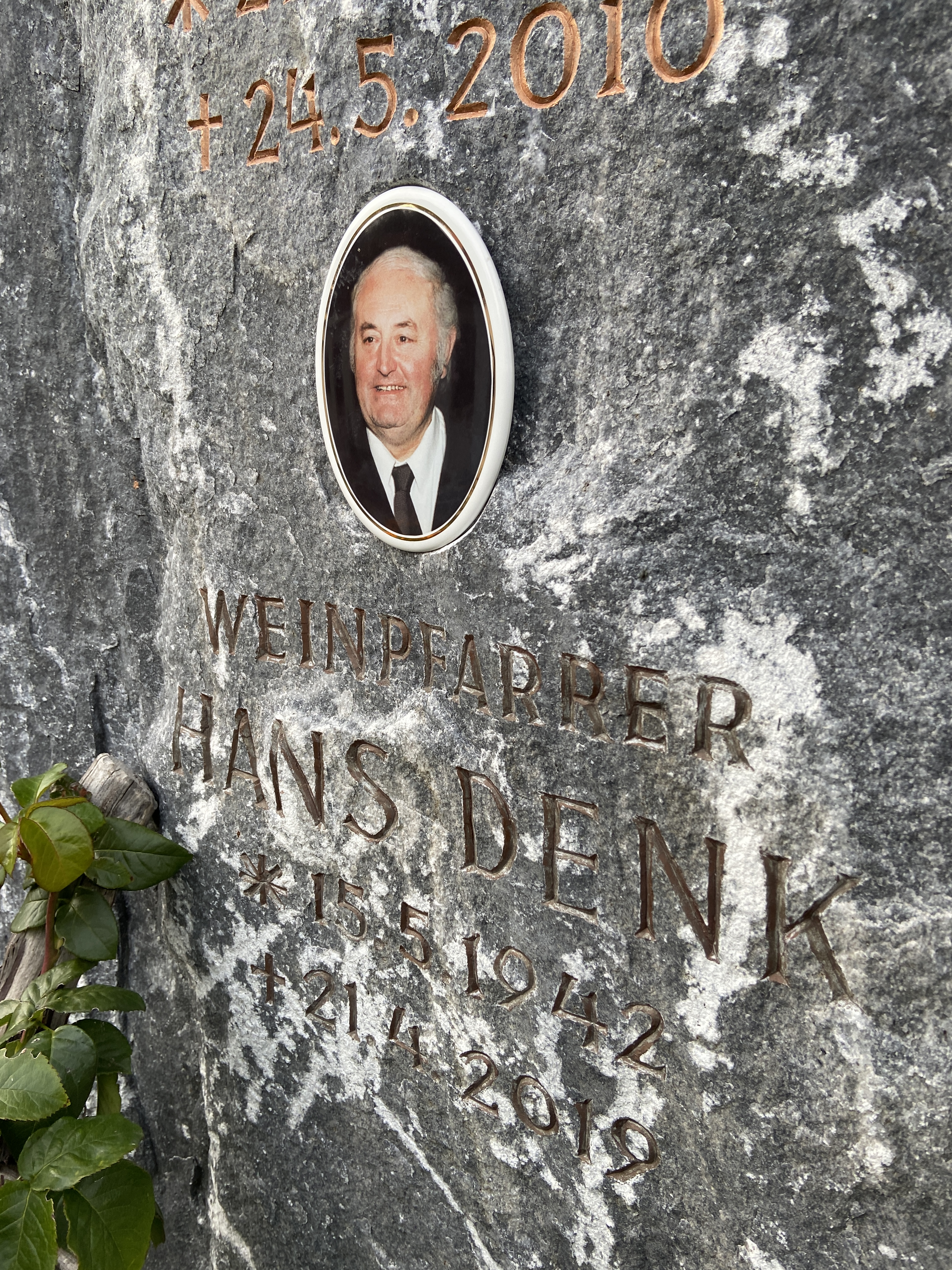
Grabstein für Hans Denk in Albrechtsberg